# Seddera erlangeriana
Seddera erlangeriana är en vindeväxtart som beskrevs av Adolf Engler och Pilger. Seddera erlangeriana ingår i släktet Seddera och familjen vindeväxter. Inga underarter finns listade i Catalogue of Life.